# 沖縄県道251号那覇宜野湾線

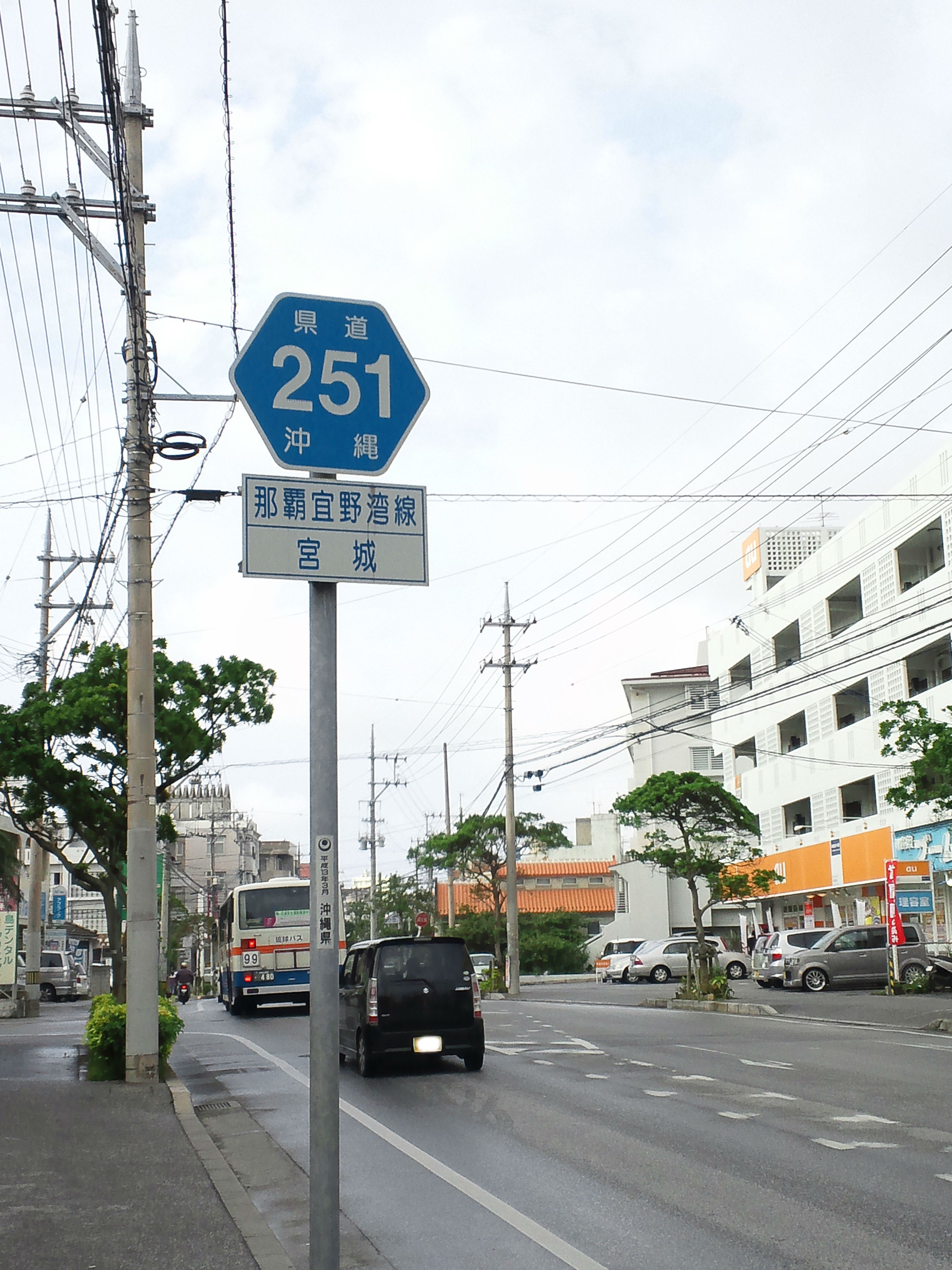
県道251号の標識

沖縄県道251号那覇宜野湾線（おきなわけんどう251ごう なはぎのわんせん）は沖縄県那覇市から宜野湾市とを結ぶ一般県道。

## 概要

### 区間
- 起点：那覇市（沖縄県道29号那覇北中城線）
- 終点：宜野湾市（沖縄県道34号宜野湾西原線）
- 総延長：7.52 km
- 実延長：7.07 km（2009年）

### 通過自治体
- 那覇市 - 浦添市 - 宜野湾市

### 交差する道路
- 沖縄県道29号那覇北中城線（崇元寺通り、起点）
- 那覇中環状線（那覇市道、那覇市おもろまち）
- 沖縄県道82号那覇糸満線（環状2号、那覇市銘苅）
- 沖縄県道38号浦添西原線（浦添市大平）
- 沖縄県道153号線（現道 - 浦添市伊祖、バイパス - 同市牧港・通過のみ）
- 沖縄県道34号宜野湾西原線（終点）

### 主な通り名
- パイプライン（通り）（那覇市銘苅 - 終点）

### 主要施設
- 崇元寺石門（起点）
- 那覇公共職業安定所（那覇職安・ハローワーク那覇、那覇市おもろまち）
- 沖縄タイムス（那覇市おもろまち）
- 沖縄振興開発金融公庫（沖縄公庫、同）
- NHK沖縄放送局（同)
- サンエー那覇メインプレイス（同）
  - シネマQ（複合型映画館）
- 那覇市銘苅庁舎（那覇市銘苅）
- 那覇市消防本部（同）
- 日本年金機構 浦添年金事務所（浦添市内間）

### 路線バス
- 4番・新川おもろまち線（那覇バス市内線）　那覇市安里 - おもろまち
- 8番・首里城下町線（沖縄バス）　那覇市おもろまち - 銘苅
- 55番・牧港線（琉球バス交通） 那覇市古島 - 浦添市屋富祖
- 56番・浦添線（琉球バス交通）那覇市古島 - 浦添市屋富祖
- 99番・天久新都心線（琉球バス交通） 浦添市宮城 - 伊祖
- 256番・浦添てだこ線（琉球バス交通）那覇市古島 - 浦添市屋富祖

## 歴史・特徴

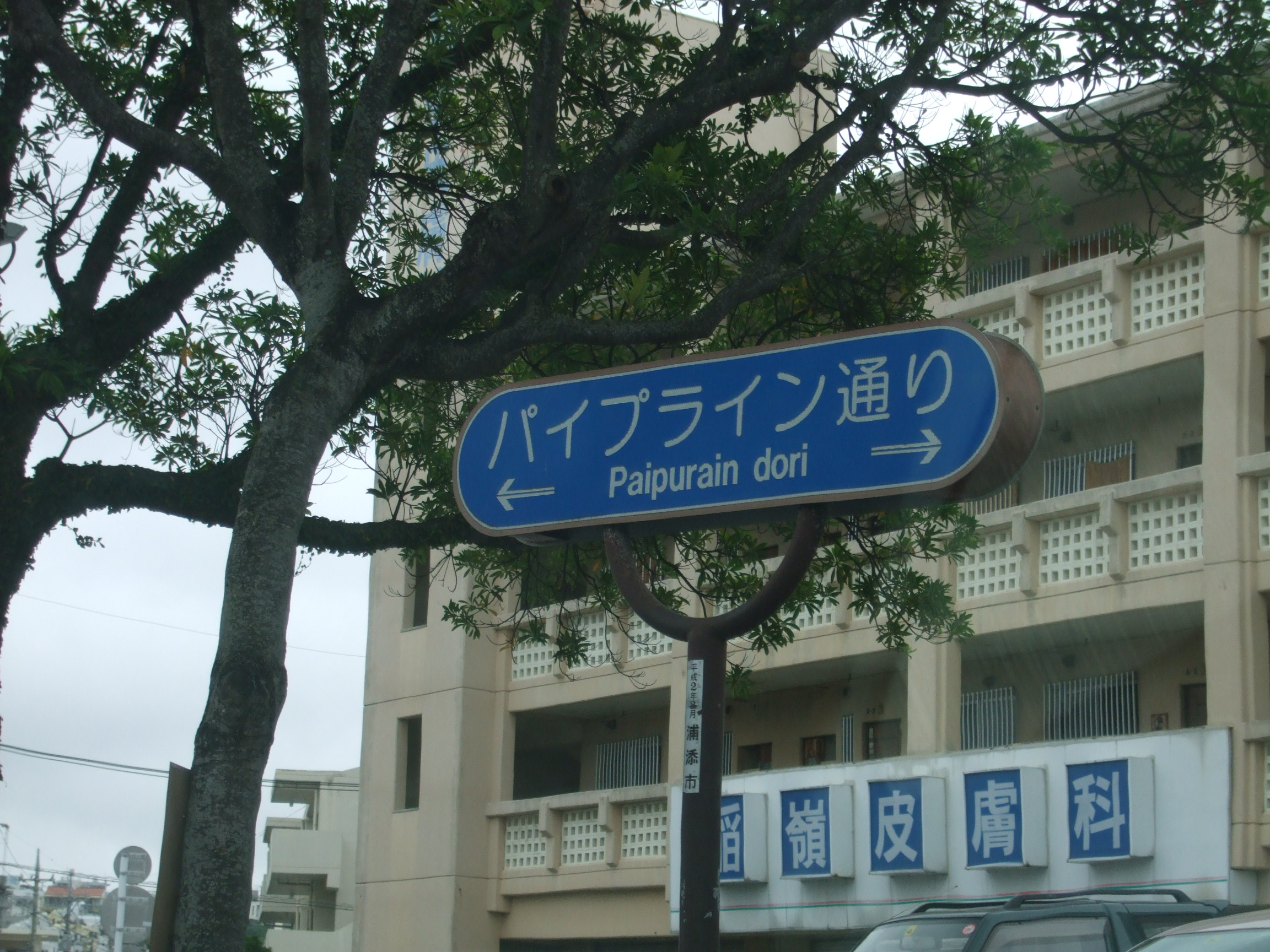
パイプライン通り案内板（浦添市内）

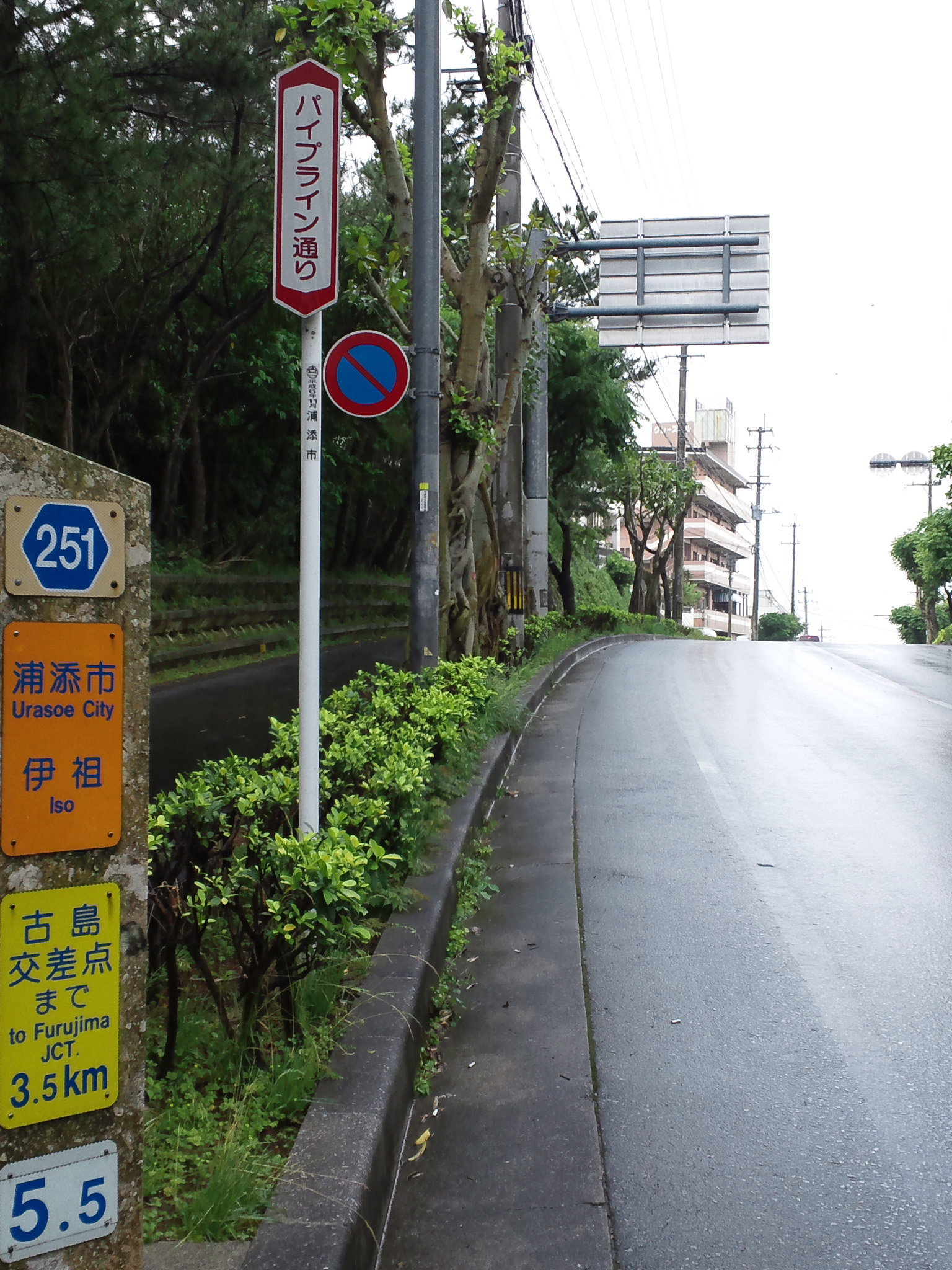
パイプライン通りの標識と道標

- 1998年（平成10年）4月に那覇市銘苅 - 宜野湾市大謝名間のパイプライン（市道）を昇格・指定され、さらに那覇市銘苅から那覇新都心経由で泊の県道29号に抜ける区間を新設した。
- 那覇市銘苅 - 終点の区間はパイプラインと呼ばれていて、本土復帰前は道路下に米軍基地の嘉手納基地などへの送油管が通っており、最近まで道路の真ん中にバルブボックスが何ヶ所か設置されていた。パイプライン自体は終点から先の宜野湾市伊佐まで市道区間として続いている。現在は那覇市銘苅 - 浦添市伊祖、宜野湾市大謝名の一部区間は道路整備されており、道路状況が改善されたが、そこから先は歩道もなく道路状況は良くない。
- 元々道路として整備されたわけではないので、地形を無視した一直線の線形をしている。このため起伏が激しく、特に浦添市伊祖と牧港の境界線付近では県道153号バイパスをアンダーパスするところまで急勾配の坂があるためスピードを出すと危険である。
- 起点 - 那覇市銘苅の区間は那覇新都心内道路として新設された。おもろまち・銘苅といったところはもとは米軍の牧港住宅地で1987年（昭和62年）に全面返還され、1997年（平成9年）に交差する那覇中環状線（市道）開通を皮切りに新都心の開発が本格化する。最初は那覇市おもろまちのハローワーク那覇（那覇職安）前から銘苅まで開通したが、2008年（平成20年）3月29日に残る起点 - ハローワーク那覇前の区間が開通し、全線開通となった。
- パイプラインとタンクファームについては陸軍貯油施設の項目を参照。

| FAC6076 | 陸軍貯油施設 |  |